# Liberal National Party of Queensland
Liberal National Party of Queensland (Liberalno-Narodowa Partia Queensland, LNP) – australijska partia polityczna działająca wyłącznie w stanie Queensland. Powstała w lipcu 2008 w wyniku połączenia tamtejszych struktur Liberalnej Partii Australii (LPA) i Narodowej Partii Australii (NPA). 

## Okoliczności powstania
LPA i NPA od lat 40. XX wieku dominują po prawej stronie australijskiej sceny politycznej i tradycyjnie bardzo blisko ze sobą współpracują, zwłaszcza na szczeblu federalnym, gdzie tworzą stałą koalicję, współrządząc ze sobą za każdym razem, gdy tylko uzyskają większość w Izbie Reprezentantów. Również ich program jest bardzo zbliżony, choć narodowcy tradycyjnie cieszą się szczególnie dużym poparciem poza głównymi aglomeracjami, zwłaszcza wśród farmerów, i starają się reprezentować interesy australijskiej prowincji. W sensie organizacyjnym partie pozostają jednak osobnymi ugrupowaniami. Powstanie LNP było drugim przypadkiem, gdy regionalne struktury obu partii postanowiły dokonać pełnej fuzji (wcześniej zdarzyło się to w Terytorium Północnym, wskutek czego powstała Country Liberal Party). 

## Zasięg działania
LNP działa wyłącznie na szczeblu polityki lokalnej i stanowej. Politycy LNP zasiadający w parlamencie federalnym pozostają członkami frakcji Partii Liberalnej lub Partii Narodowej, mogą też swobodnie zasiadać we władzach federalnych tych dwóch partii, łącznie z pełnieniem stanowisk ich liderów federalnych. Kandydaci LNP startują jednak jako osobny komitet wyborczy, w związku z czym LNP jest klasyfikowana wśród partii posiadających reprezentację w Parlamencie Australii. 

## Liderzy
| okres urzędowania | lider               | zastępca lidera     |
| ----------------- | ------------------- | ------------------- |
| 2008-2009         | Lawrence Springborg | Mark McArdle        |
| 2009-2011         | John-Paul Langbroek | Lawrence Springborg |
| 2011-2015         | Campbell Newman     | Jeff Seeney         |
| od 2015           | Lawrence Springborg | John-Paul Langbroek |